# Jørstadmoen/Fåberg
Jørstadmoen/Fåberg är en tidigare tätort i Lillehammers kommun i dåvarande Oppland fylke (nuvarande Innlandet fylke) i östra Norge. Orten låg vid Europaväg 6, fylkesväg 255 och Dovrebanan, nordväst om staden Lillehammer. Den omfattade bebyggelse i de båda orterna Jørstadmoen och Fåberg.
Sedan 2013 räknas de båda orterna som två separata tätorter.